# Las Casas de Villarpardo
Las Casas de Villarpardo es un despoblado medieval de la Comunidad de Daroca, en Campo Romanos y en los alrededores de Mainar y Torralbilla. Estaba cercano a Villarpardo.

## Toponimia
La primera mención es como Las Casas en el texto de adjudicación de diezmos y primicias de Ramón de Castrocol. A diferencia de Villarpardo, pagaba diezmos a la Iglesia de San Juan de Daroca:

Clerici ecclesiea Sancti Johannes, habent Portelrubeo, Tuera, Las Casas, Collados, Manchones, Salze, Murero, Baselga, Aldea Dominico Ferrero, Ceyda.

El apéndice toponímico de Villarpardo es un caso parecido al de Los Mases de Crivillén, haciendo referencia a la localidad más cercana.

## Historia
Es mencionado como La Casa de Villar Pardo en un texto de 1333 citado por Toribio del Campillo en el que Alvar Pérez de Thales suplicaba al rey que le diese una porción de tierra al lado de la que tenía en Casa de Villar Pardo.
Al igual que Villarpardo quedó despoblado, pero se desconoce si su término fue anexado por Torralbilla o Mainar.